# El Aguacate, San Luis Potosí
El Aguacate är en ort i Mexiko.   Den ligger i kommunen Tamasopo och delstaten San Luis Potosí, i den centrala delen av landet, 300 km norr om huvudstaden Mexico City. El Aguacate ligger 448 meter över havet och antalet invånare är 321.
Terrängen runt El Aguacate är kuperad. Runt El Aguacate är det ganska tätbefolkat, med 78 invånare per kvadratkilometer. Närmaste större samhälle är Nuevo Crucitas, 11,2 km öster om El Aguacate. I omgivningarna runt El Aguacate växer huvudsakligen savannskog.